# Falda

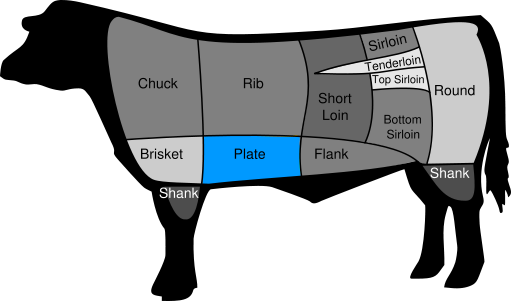
Localització del tall en el bou.

El filet de falda és un tall de carn de bou, des del baix. Es tracta d'un tall llarg i pla que és apreciat pel seu sabor en compte de tendresa. De vegades, «falda» s'utilitza indistintament per tall de costat, però és un tall diferent de carn. En la indústria de la pell la falda és la part d'una pell corresponent al ventre i cuixes d'un animal, que és molt irregular tant pel que fa al gruix com a la compacitat.